# Biografiskt lexikon för Finland

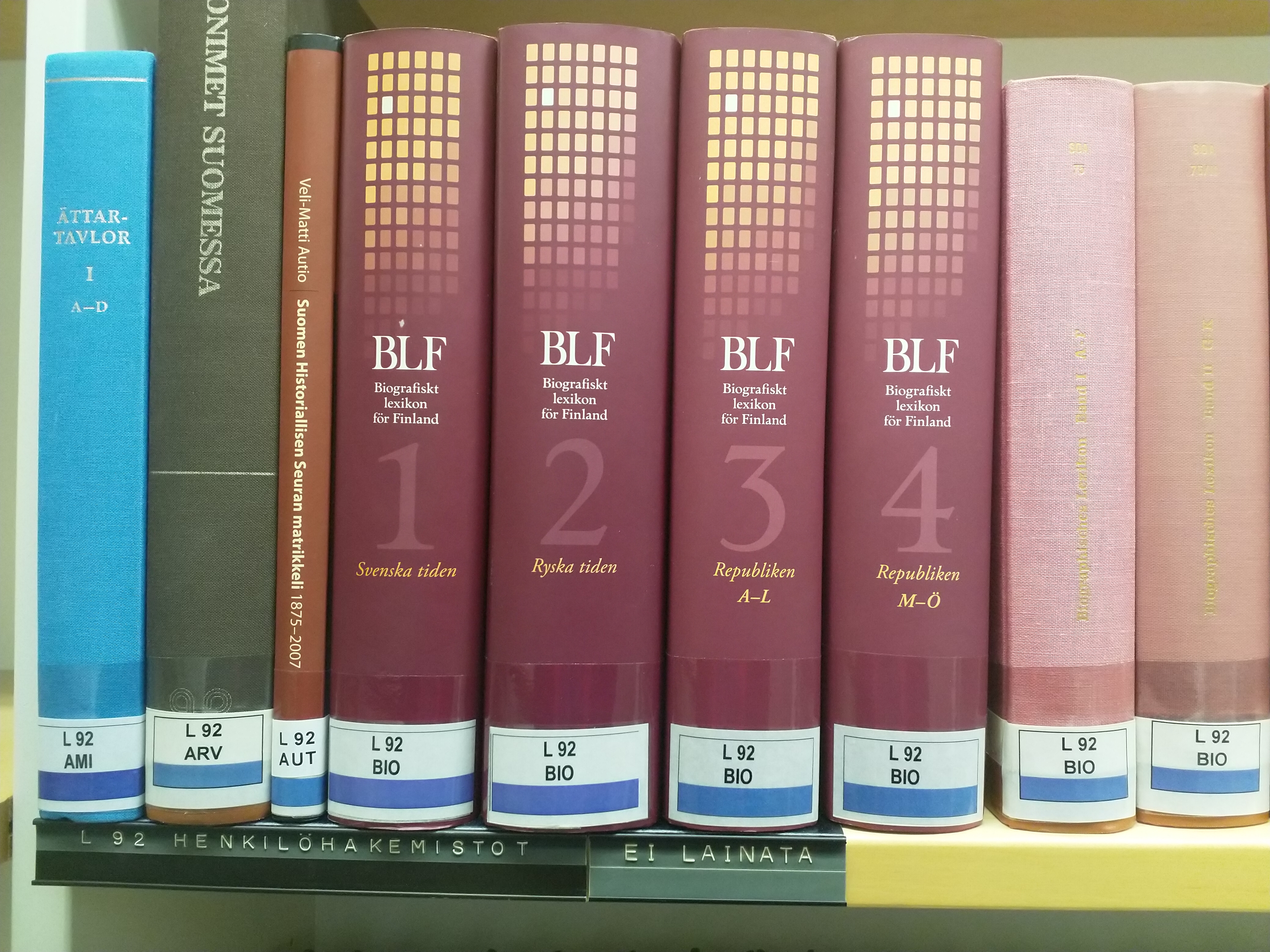
Die vier Bände des Biografiskt lexikon för Finland in einem Bücherregal in der Bibliothek der Universität Ostfinnland

Biografiskt lexikon för Finland (schwedisch, „Biographisches Lexikon für Finnland“), abgekürzt BLF, ist ein finnlandschwedisches biographisches Nachschlagewerk und eine der beiden Nationalbiografien für das zweisprachige Finnland. Es erschien gedruckt zwischen 2008 und 2011 und ist heute digital im Internet verfügbar. Herausgeber ist die Schwedische Literaturgesellschaft in Finnland.

## Beschreibung
Die erste umfassende Spezialenzyklopädie für Svenskfinland war das ursprünglich von 1982 bis 1985 in drei Bänden erschienene Uppslagsverket Finland. Mit Suomen kansallisbiografia erschien zwischen 2003 und 2007 auch eine finnischsprachige Nationalbiografie für Finnland in 10 Bänden. Im Jahr 2008 begann die Schwedische Literaturgesellschaft in Finnland (schwedisch Svenska litteratursällskapet i Finland) mit der Herausgabe des Biografiskt lexikon för Finland, eines entsprechenden schwedischsprachigen biographischen Nachschlagewerks speziell für Svenskfinland. Die wissenschaftliche Leitung wurde dem Historiker Henrik Meinander übertragen; Hauptbearbeiter war Henrik Knif. Verlegt wurde das Werk in Zusammenarbeit mit dem Buchverlag Atlantis. Der vierte und letzte Band erschien 2011.

## Inhalt
Das Lexikon ist in drei Epochen eingeteilt:
- Schwedische Epoche (Svenska tiden) – Band 1
- Russische Epoche (Ryska tiden) – Band 2
- Epoche der Republik (Republikens tid) – Bände 3 und 4.

## Online-Version
Seit 2014 sind alle Lexikonartikel auf der Webseite des Werks frei verfügbar.